# 河内音頭
河内音頭（かわちおんど）は、大阪府下北 - 中河内地域を発祥とする伝統的な河内音頭、及びその音頭をアレンジさせた近代・現代河内音頭をいう。
大阪では河内地域以外でも盛んに盆踊りなどで踊られ、その曲目は全国的に愛聴されている。

## 発祥
江戸期から生駒山沿いの地域（北河内交野地区、中河内八尾、布施 (東大阪市)周辺、また南河内でもそれぞれ歌われていた土着の音頭・民謡、浄瑠璃、祭文といった庶民の芸能と仏教の声明が、長い時間をかけて混ざり合い、改良されて成立した。
盂蘭盆会、地蔵盆の時期に盆踊り歌として歌われることになるが、元来は亡くなった人々の魂の鎮魂歌であり現世に回帰した際の霊魂をもてなす意味が含まれ、仏教とは関連が深い。
尚、伝統的な祭文音頭と、今日一般的に知れ渡れるようになった、現代の河内音頭と呼ばれる音頭は節回し（曲調）が大きく異なる。

## 変遷
江戸時代の後期には、交野郡において、交野節が歌われていたとされ、村井市郎によれば、これが河内音頭の元節であるとされている。右田伊佐雄によれば、交野節が河内地方に伝わる各地域の伝承音頭を「食いつぶした」と表現しており、一時期、河内の広い範囲において、交野節が取られていたことが示唆される。
村井によると、同じ節の単調な繰り返しである交野節の、節使いに変化を持たせて、飽きられない音頭の取り口を開発したのが、明治初期から北河内一円で活躍した『初代歌亀』（1845-1915 河内国野口村-現在の大阪府門真市出身、本名中脇久七）を名乗る音頭取りである。
『初代歌亀』は西洋音階が本格的に日本に入る10数年前にそれまで短調(minor)で唄われていた音頭を偶然部分的に長調(major)で唄いだしたのが、歌亀節であるが、原則的には江州音頭の節に沿っている。
交野節から歌亀節への変遷が、現代詠われている河内音頭の進化の始まりとされている。ただ、交野節が河内諸国で独特の節使いで歌われたように、河内地方には集落レベルで音頭や民謡が多数存在していたとされる。

## 江州音頭と伊勢音頭
大正末期頃まで近畿地域で盛んに歌われ、踊られていたのは、滋賀の東近江（八日市）発祥の音頭である江州音頭や、伊勢の伊勢音頭であった。(元々、江州音頭は既に明治中期頃には千日前界隈の寄席では落語や音曲と並んで人気の演目であった)
大正から昭和初期に録音されたSPレコードなどに残されている『正調河内音頭』は極めて現在の交野節・江州音頭などに酷似した節で取られている。

## 発展と衰退
大正中期には平野節の初音家太三郎（初音家初代宗家）が登場し、従来唄われてきた河内音頭を大幅にアレンジし、現在に繋がる節回しやお囃子が誕生した。この太三郎の編み出した新しい河内音頭も、寄席の演目として人気を博すようになった。
寄席小屋で興行として演じられるようになると、益々江州音頭や浪曲などの諸芸と融合・影響を受け、河内音頭が飛躍的に変革・発展を遂げていく。
しかし、昭和に入り、戦前の社会情勢不安や、戦後のテレビの台頭による相次ぐ寄席の閉鎖、自治会的地域共同体の減少などにより、祭事では経費の削減などで行なわれなくなり江州・河内音頭は衰退していく。

## 全国に知れ渡るまで
昭和中期頃までは河内音頭は衰退の時代が続いていたが、1961年にテイチクから発売された鉄砲光三郎の『鉄砲節河内音頭シリーズ』（編曲和田香苗）が累計出荷数100万枚を超える大ヒットとなり、注目を浴びるようになり、また全国的にその知名度を広げた。
昭和40年代頃には、太三郎の弟子である初音家賢次（1930-2000 初音家二代目宗家 中村美律子の師匠）や、天狗連上がりの三音家浅丸（1938-1981）といった音頭取りが活躍し、「初音節」、「浅丸節」という音頭取りの名を冠した独特のリズム=節の河内音頭が生まれた。
音頭取りとしては、落語家の桂文福や、『新聞詠み（しんもんよみ）家元』を名乗る河内家菊水丸が有名であるが、バブル末期の1991年頃に「菊水丸のカーキン音頭」 （ロックバンド『じゃがたら』のギタリストでワールドミュージックに明るいOTO=村田尚紀のプロデュース） がアルバイト情報誌『FromA』のTVCMに使用されたことにより、再びに河内音頭の知名度を上げることができた。

## 音頭取り
現在でもプロ、セミプロ、アマチュアを含めて音頭取りは大阪には多数存在し、○○会という音頭取りの所属するグループが関西圏内に約100会派1000人近くいるが、その内訳は古くから音頭を伝えている音頭各会派で修行し、独立して一派を構えた者が主宰する会派が大半であり、家族規模から弟子数十人を抱える会派まで様々であり、いくつかの兄弟、親戚弟子の連合チームで櫓興業を打つ事が多い。
封建的な徒弟制度とアマチュアであるが、高いプロ意識が要求される慣習が根強く残っている為に、21世紀に入って以降は、音頭の盛んな地域の音頭会でも入門者は減少傾向にある。

## 演目例
- 河内十人斬り
- 一本刀土俵入り
- 神崎与五郎東下り箱根の茶屋
- 紀文の宝船

## 歌詞・演奏
歌詞（芸題=下題=ネタ）や節は基本的な決まりがあるが、同じ演目でも各会派によって違う。
使われる楽器は、三味線、太鼓、エレキギターやキーボードなどバラエティに富むが、これは、鉄砲光三郎の編曲者である作曲家、ギタリストの和田香苗（代表作『会津の小鉄』－初代京山幸枝若、『アクビ娘』、『紅三四郎』－ 堀江美都子）の功績だという説もあり、イントロは浪曲の曲師出身で宮川左近ショーで活躍した暁照雄の作曲である。
演奏時の原則は三味線のリフをエレキギターに置き換えて手数を増やして弾くようになった。

## 歴史的な評価
大阪府八尾市の常光寺境内で行われるもの（流し節正調河内音頭）は、日本の音風景100選に選定された。
また、1978年に河内音頭を評価した評論家朝倉喬司が「全関東河内音頭振興隊」を結成。河内音頭の魅力を紹介し、音頭取りを招いて東京でたびたびライブを開き、CD等が発売されたことから、「日本におけるソウル・ミュージック」のひとつとして全国区の評価を受けることとなった。
朝倉の活動に錦糸町の町内会有志が共感したことから、1986年から毎年、「錦糸町河内音頭大盆踊り」が2019年現在も継続して開催されている。

## エピソード
- 勝新太郎主演の映画「悪名」で、勝新太郎が河内音頭をうなるシーンがある。そのシーンで太鼓を叩いているのは鉄砲光三郎である[注釈 2]。
- 大阪市内の旧平野郷は河内国ではなく、隣接の摂津国の南端付近に属していたが、初音家一門の音頭の発祥の地であるため、平野区内にある平野公園の中には『近代河内音頭の発祥の地の石碑』がある。なお、平野区でも旧加美村や瓜破村および長吉村は河内国に属していた。また、八尾市にある常光寺の境内にも、『流し節正調河内音頭の発祥の地の石碑』がある。
- OsakaMetro谷町線では、八尾南駅到着時に車内チャイムとして河内音頭のアレンジが流れる[1]。
- 2017年9月9日、八尾市で行われた「河内音頭」にて、ギネス世界記録の「最多人数で踊る盆踊」（Largest Bon Dance）および「一つの会場内で浴衣を着た最多人数」（Most people Wearing Yukata）に挑戦[2]、2872人が河内音頭を成功。2か月前に宮崎県延岡市で行われた「まつりのべおか」での「新ばんば踊り」の持つ記録を更新・認定された[2]。

## 関連書籍
- 全関東河内音頭振興隊 篇 『日本一あぶない音楽』 JICC出版局、1991年8月。ISBN 4-7966-0173-2。